# Yan Gomes
Yan Gomes (né le 19 juillet 1987 à São Paulo, Brésil) est un receveur des Ligues majeures de baseball évoluant avec les Cubs de Chicago.
Gomes est devenu le 17 mai 2012 le premier joueur de baseball né au Brésil à accéder aux Ligues majeures.

## Carrière
Né à Sao Paulo, Yan Gomes demeure au Brésil jusqu'à l'âge de 12 ans, puis déménage avec sa famille aux États-Unis. Il évolue à l'Université du Tennessee en 2008 lorsqu'il est repêché au 38e tour de sélection par les Red Sox de Boston de la Ligue majeure de baseball, mais il ne signe pas de contrat avec l'équipe. Jouant ensuite pour l'Université Barry à Miami Shores, en Floride, il est mis sous contrat par les Blue Jays de Toronto, qui en font un choix de dixième ronde au repêchage amateur de 2009.

### Blue Jays de Toronto
Surtout receveur dans les ligues mineures, Gomes est rappelé par les Blue Jays pour remplacer le joueur de premier but en difficulté Adam Lind. Gomes fait ses débuts dans le baseball majeur comme joueur de troisième but le 17 mai 2012 à Toronto dans une victoire de 4-1 des Jays sur les Yankees de New York. Il frappe dans cette partie ses deux premiers coups sûrs en carrière, contre le lanceur Phil Hughes. Le lendemain, 18 mai, il frappe aux dépens de Jon Niese des Mets de New York son premier coup de circuit. Le 27 mai, Gomes est rétrogradé aux ligues mineures à Las Vegas. Au cours de ce premier séjour de 8 matchs avec les Blue Jays, Gomes alterne entre le premier et le troisième but en plus d'être utilisé une fois comme receveur. En attaque, il frappe deux circuits et récolte cinq points produits. Il frappe 4 circuits et produit 13 points en 43 parties pour Toronto. Le 3 novembre 2012, les Blue Jays échangent Gomes et Mike Aviles aux Indians de Cleveland en retour du lanceur Esmil Rogers.

### Indians de Cleveland

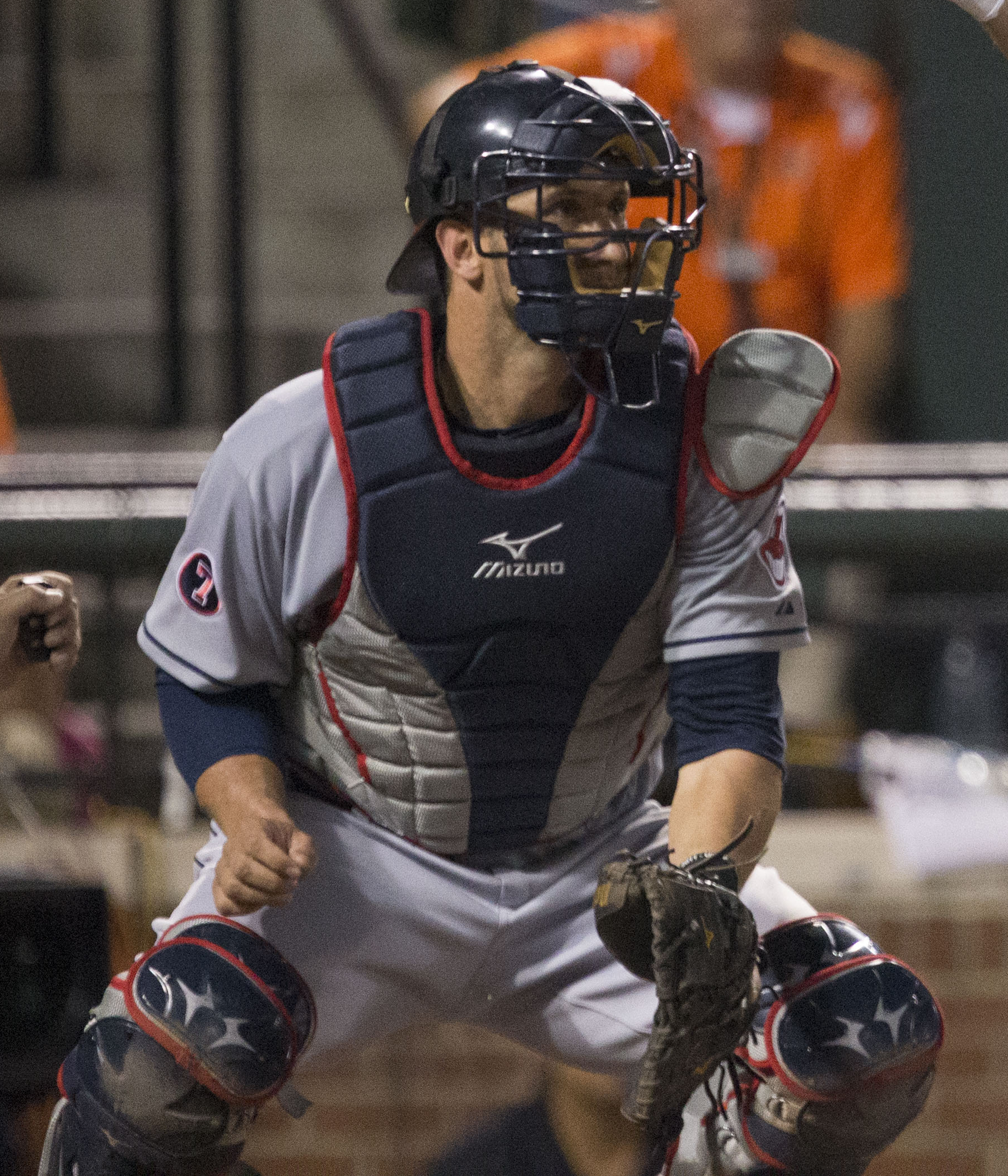
Yan Gomes en 2015.

Gomes aide les Indians de Cleveland à se qualifier pour les séries éliminatoires en 2013. En 88 matchs cette année-là, il maintient une moyenne au bâton de ,294 et présente une moyenne de présence sur les buts de ,345 avec 11 coups de circuit et 38 points produits. Il est essentiellement receveur cette année-là, jouant 85 de ses matchs à cette position. Il frappe deux coups sûrs, dont un double en 4 passages au bâton lors du match de meilleur deuxième entre Cleveland et Tampa Bay le 2 octobre 2013, devenant le premier Brésilien à disputer un match des séries éliminatoires.
Fin mars 2014, Gomes signe une prolongation de contrat de 23 millions de dollars pour 6 ans avec Cleveland.
Il prend le poste de receveur à temps plein des Indians en 2014, Carlos Santana étant déplacé vers le premier but. Gomes joue 135 matchs des Indians, plus que dans toute autre saison jusque-là, et 126 d'entre eux sont au poste de receveur. Il remporte le Bâton d'argent du meilleur receveur offensif de la Ligue américaine grâce à 21 circuits, 74 points produits et une moyenne au bâton de ,278.
En route vers la Série mondiale 2016, les Indians font confiance au receveur Roberto Pérez lors des 10 premiers matchs des séries éliminatoires ; Gomes obtient finalement sa chance lors du 3e match de la finale et apparaît dans 4 des matchs de la série. Il n'est cependant pas le premier Brésilien à jouer dans une Série mondiale puisque son compatriote Paulo Orlando était devenu le premier lors de la Série mondiale 2015 avec Kansas City.

## Vie personnelle
Gomes est depuis octobre 2012 marié à Jenna Hammaker, la fille de l'ancien lanceur des Ligues majeures de baseball Atlee Hammaker,.